# Rubens (manzana)
Rubens es una  variedad cultigen de manzano (Malus domestica).
Criado en el Laboratorio Hortícola, Wageningen, Países Bajos. Conseguido en 1954 e introducido en 1955. Las frutas tienen una carne firme y fina con un sabor dulce.

## Sinónimo
- "Dutch Rubens"

## Historia
'Rubens' es una variedad de manzana,  cultivar obtenida en 1935 en el Instituto "Voor de Veredeling van Tuinbouwgewassen", Wageningen, Países Bajos por el cruce de las variedades Reinette Rouge Etoilee x Cox's Orange Pippin. Introducido en 1952.
'Rubens' se cultiva en la National Fruit Collection con el número de accesión: 1955-008 y Accession name: Rubens.

## Características

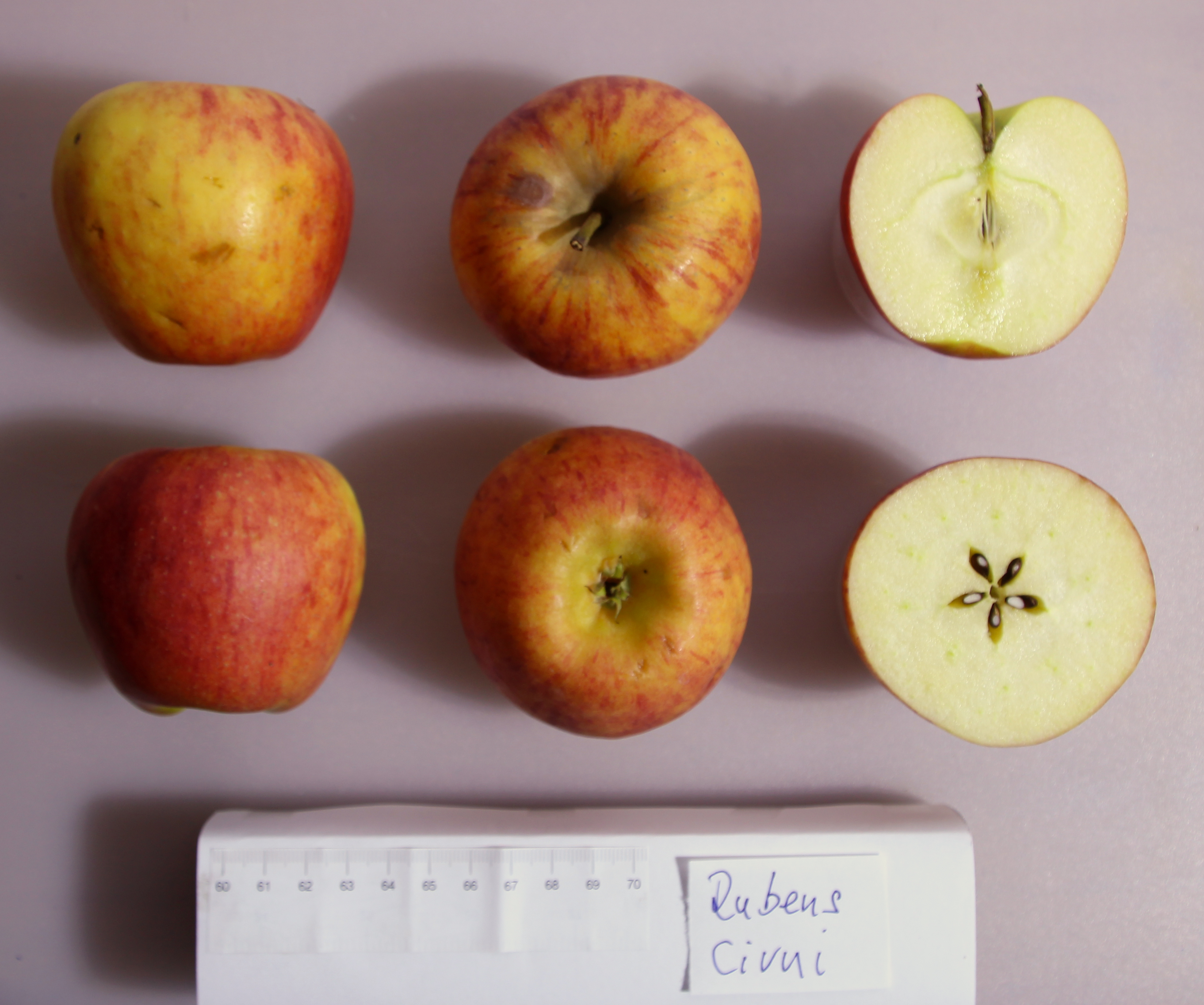
La manzana 'Rubens' seccionada.

'Rubens' tiene un tiempo de floración que comienza a partir del 6 de mayo con el 10% de floración, para el 11 de mayo tiene una floración completa (80%), y para el 19 de mayo tiene un 90% de caída de pétalos.
'Rubens' tiene una talla de fruto medio; forma redondo y algo cónico, con una altura de 54.00 mm y una anchura de 57.00 mm; con nervaduras muy débiles, corona débil; epidermis con color de fondo amarillo, con sobre color rojo, en una cantidad alta-muy alta, con sobre color patrón chapa, se encuentra un extenso lavado rojo brillante, presenta una profusión de puntos de colores claros y una red de oxidación que emana de la cavidad peduncular, y con "russeting" (pardeamiento áspero superficial que presentan algunas variedades) muy bajo; pedúnculo de longitud media y espesor medio en una cavidad profunda, estrecha y con "russeting"; ojo grande y parcialmente abierto, ubicado en una cuenca poco profunda y estrecha; textura de la pulpa crujiente y color de la pulpa es crema, de grano fino, firme. Sabor dulce, suave y seco con un notable aroma a plátano.
Su tiempo de recogida de cosecha se inicia a principios de octubre. Se usa como fruta de mesa en fresco. Aguanta tres meses en cámara frigorífica.